# Scapteromys
Scapteromys is een geslacht van zoogdieren uit de familie van de Cricetidae. De wetenschappelijke naam van het geslacht werd in 1837 gepubliceerd door George Robert Waterhouse.

## Soorten
Er worden 3 soorten in dit geslacht geplaatst:
- Scapteromys aquaticus O. Thomas, 1920
- Scapteromys meridionalis Quintela et al., 2014
- Scapteromys tumidus (G. R. Waterhouse, 1837) – Argentijnse waterrat

Akodon · Bibimys · Blarinomys · Brucepattersonius · Castoria · Dankomys† · Deltamys · Gyldenstolpia · Juscelinomys · Kunsia · Lenoxus · Necromys · Oxymycterus · Podoxymys · Scapteromys · Thalpomys · Thaptomys